# Бенедікто де Мораес Менезес
Бенедікто де Мораес Менезес (порт. Benedicto de Moraes Menezes), також відомий під італійським ім'ям Бенедікто Дзакконі (італ. Benedicto Zacconi, 10 лютого 1910, Ріо-де-Жанейро, Бразилія — 11 лютого 1944, там само) — бразильський футболіст, що грав на позиції захисника, нападника, зокрема, за клуби «Ботафогу» та «Лаціо», а також національну збірну Бразилії.
Дворазовий переможець Ліги Каріока. 

## Клубна кар'єра
У дорослому футболі дебютував 1924 року виступами за команду клубу «Греміо Бразіл», в якій провів два сезони. 
Своєю грою за цю команду привернув увагу представників тренерського штабу клубу «Ботафогу», до складу якого приєднався 1927 року. Відіграв за команду з Ріо-де-Жанейро наступні п'ять сезонів своєї ігрової кар'єри.
Згодом з 1933 по 1935 рік грав у складі команд клубів «Флуміненсе» та «Торіно».
1935 року перейшов до клубу «Лаціо», за який відіграв 4 сезони.  Більшість часу, проведеного у складі «Лаціо», був основним гравцем команди. Завершив професійну кар'єру футболіста виступами за команду «Лаціо» у 1939 році.
Помер 11 лютого 1944 року на 35-му році життя у місті Ріо-де-Жанейро.

## Виступи за збірну
1930 року дебютував в офіційних матчах у складі національної збірної Бразилії. Протягом кар'єри у національній команді, яка тривала 3 роки, провів у її формі 3 матчі, забивши 1 гол.
У складі збірної був учасником чемпіонату світу 1930 року в Уругваї, де зіграв в поєдинку з Болівією (4:0), а проти Югославії (1:2) був серед запасних.

## Титули та досягнення
- Переможець Ліги Каріока (2):

«Ботафогу»: 1930, 1932